# Csernyivci terület
Csernyivci terület (Чернівецька область) közigazgatási egység Ukrajna nyugati részén, székhelye Csernyivci. Területe 8097 km², népessége 904 900 fő. Északon a Ternopili és Hmelnickiji, keleten a Vinnicjai, nyugaton az Ivano-frankivszki területtel, délen Romániával és Moldovával határos. 1940. augusztus 7-én hozták létre.

## Földrajz
Az Ukrán-Kárpátok gerincétől az előhegyeken át egészen a Dnyeszter folyóig húzódik. A hegyoldalakat sűrű bükkösök, gyertyánosok és más lombos fák alkotta erdők borítják, amelyeket a hegyekben fenyvesek váltanak fel, a hegytetőkön alpesi rétek (poloninák) vannak.

## Története
A terület (oblaszty) 1940. augusztus 7-én jött létre Bukovina északi területeiből , amikor is azt – Besszarábiával együtt – Romániától a Szovjetunióhoz csatolták. A fordulatokban gazdag történelme során a vidék igen vegyes etnikai összetételű lett (ukránok, oroszok, lengyelek, románok, moldávok).

## Gazdaság
A területen a mezőgazdasági termelés van túlsúlyban. A búza, kukorica, a cukorrépa és a napraforgó a legfontosabb termesztett növények, sok helyen gyümölcstermesztéssel foglalkoznak. A szarvasmarhát és a juhot a magasabban fekvő nyári legelőkön tartják, a sertéstenyésztés a völgyekre jellemző.
Fontos ipari ágazat a fakitermelés, a városokban pedig kisebb fafeldolgozó üzemek működnek. A területen található az 1973–1983 között létesített Dnyeszteri vízerőmű és víztározó. Csernyivci mellett a többi kisváros ipara mezőgazdasági termékeket dolgoz fel.

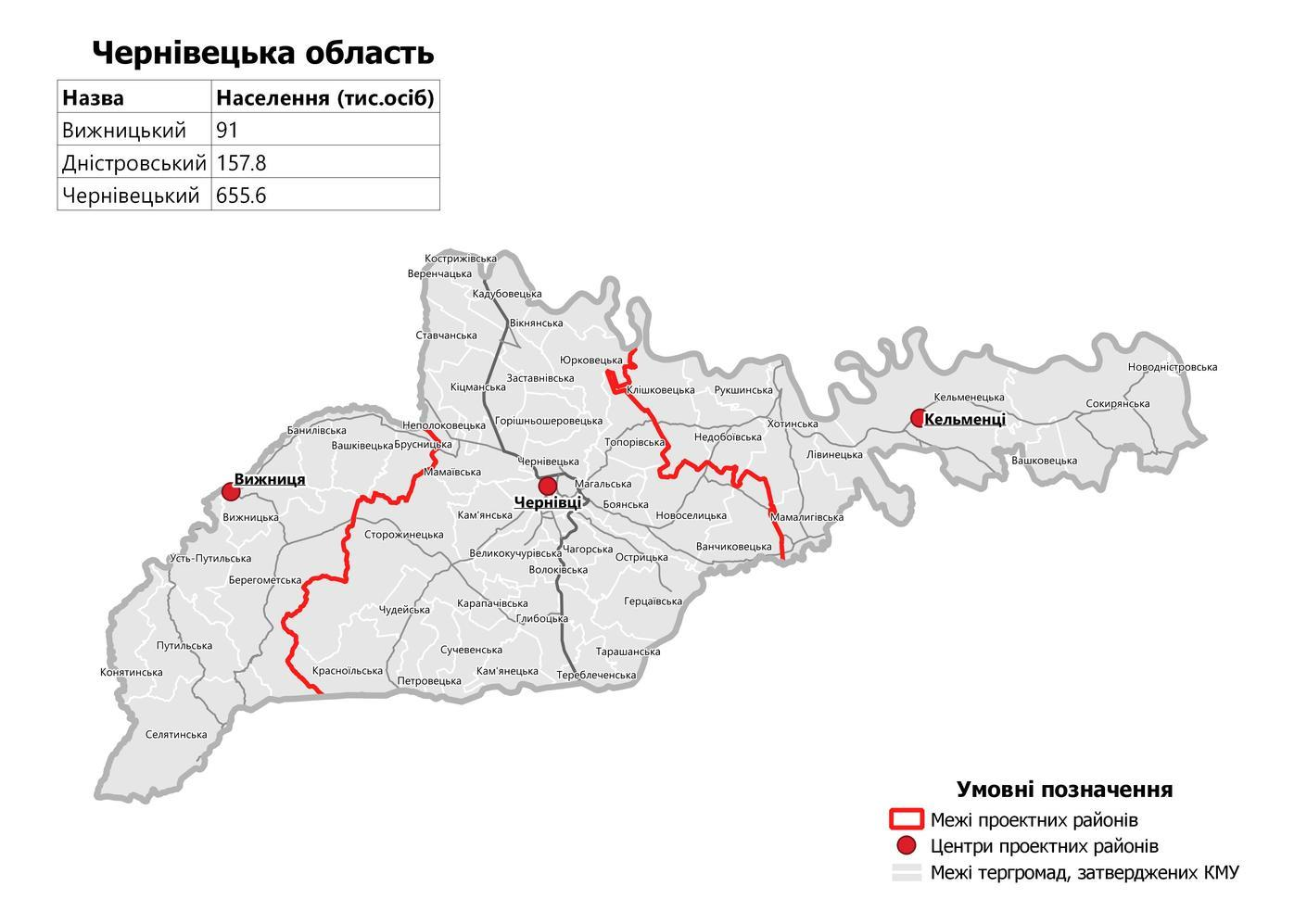
A terület járásai

## Népesség és közigazgatás
A népesség háromötöde falusi lakos, akik főként a folyóvölgyekben és kisebb részben pedig szórványtelepüléseken (tanyákon) élnek.

### Települések
A terület 8000 főnél nagyobb lélekszámú települései:
| Település         | Járás            | Népesség | Népesség | Éves vált. |
| Település         | Járás            | 2014     | 2022     | Éves vált. |
| ----------------- | ---------------- | -------- | -------- | ---------- |
| Csernyivci        | Csernyivci járás | 262 129  | 264 298  | 0,10%      |
| Sztorozsinec      | Csernyivci járás | 14 407   | 14 077   | 0,29%      |
| Novodnyisztrovszk | Dnyeszteri járás | 10 729   | 10 463   | 0,31%      |
| Krasznojilszk     | Csernyivci járás | 10 021   | 10 444   | 0,53%      |
| Hliboka           | Csernyivci járás | 9 435    | 9 226    | 0,28%      |
| Hotin             | Dnyeszteri járás | 9 591    | 8 936    | 0,85%      |
| Szokirjani        | Dnyeszteri járás | 9 388    | 8 547    | 1,12%      |

### Járások
A terület a 2020-as Ukrajnai közigazgatási reform óta 3 járásból áll. Ezek:
| Járás                | Járásközpont       | Népesség | Népesség | Éves vált. |
| Járás                | Járásközpont       | 2001     | 2022     | Éves vált. |
| -------------------- | ------------------ | -------- | -------- | ---------- |
| Csernyivci járás     | Csernyivci         | 643 262  | 648 643  | 0,04%      |
| Dnyisztrovszki járás | Kelmenci           | 184 238  | 152 208  | 0,83%      |
| Vizsnickiji járás    | Vizsnickij         | 95 317   | 89 606   | 0,29%      |
| Csernyivci terület   | Csernyivci terület | 922 817  | 890 457  | 0,17%      |